# Malefactor, Ade
Malefactor, Ade — пятый студийный альбом американской экспериментальной рок-группы Red Krayola, выпущенный в 1989 году на лейбле Glass Records. Альбом был принят Drag City и переиздан на CD в 2000 году.

## Отзывы критиков
| Оценки критиков                   | Оценки критиков |
| Источник                          | Оценка          |
| --------------------------------- | --------------- |
| AllMusic                          | [ 4 ]           |
| The Encyclopedia of Popular Music | [ 5 ]           |
| Pitchfork Media                   | 1.5/10          |
| Spin Alternative Record Guide     | 8/10            |

Spin Alternative Record Guide отметил «чудесную, скремблированную теплоту» звучания альбома и назвал его «влажным гуманистическим произведением».
Стюарт Мейсон из AllMusic отметил, что «Malefactor Ade, записанный в 1989 году и первоначально выпущенный крошечным тиражом на британском инди Glass, а затем появившийся на компакт-диске Drag City более десяти лет спустя, является одним из наименее важных альбомов Red Krayola. Записанный в Берлине за один день основным участником Red Krayola Майо Томпсоном и группой немецких джазовых музыкантов, включая мультиинструменталиста Альберта Оелена, который впоследствии примет участие в двух следующих альбомах Red Krayola, и довольно известного авангардного ридмена Рудингера Карла, этот короткий альбом просто бурлит идеями. Однако не многие из них действительно куда-то уходят, и обидно слышать, как слишком короткая зарисовка вроде „Colour Theory No. 4“ завершается едва ли за две минуты, особенно когда вместо этого приходится продираться сквозь осечки вроде гудящей „Blue Jeans“. Не случайно два лучших трека, „Franz Von Assisi“ и „Colour Theory No. 3“, также являются самыми длинными, и в них больше всего времени, чтобы проследить и развить интригующее взаимодействие этих талантливых, но недостаточно подготовленных музыкантов. Это не тот альбом, с которого стоит открывать для себя Red Krayola, хотя здесь есть более чем достаточно интересного для поклонников».

## Список композиций
| №   | Название                 | Длительность |
| --- | ------------------------ | ------------ |
| 1.  | «Extremism»              | 2:20         |
| 2.  | «Baby Jesus Frog»        | 2:19         |
| 3.  | «Blue Jeans»             | 1:08         |
| 4.  | «Steve McQueen's Garden» | 2:12         |
| 5.  | «Colour Theory, No. 4»   | 2:24         |
| 6.  | «Franz Von Assisi»       | 3:19         |
| 7.  | «Sex Machine»            | 1:23         |
| 8.  | «The Coaster»            | 2:39         |
| 9.  | «Break a Leg»            | 2:23         |
| 10. | «T.B. - Tissues»         | 2:37         |
| 11. | «Dope»                   | 1:11         |

| №  | Название               | Длительность |
| -- | ---------------------- | ------------ |
| 1. | «The Alma Fanfare»     | 2:36         |
| 2. | «Colour Theory, No. 3» | 4:22         |

## Участники записи
| Red Krayola - Albert Oehlen - Майо Томпсон | Дополнительные музыканты и продюсирование - Вернер Бюттнер - Рудингер Карл - Андреас Дорау |